# Nieuw-Friesland
Nieuw-Friesland (Noors: Ny-Friesland) is een schiereiland tussen de Wijdefjord en de Straat Hinlopen (Noors: Hinlopenstretet) op het Noorse eiland Spitsbergen. Het gebied is vernoemd naar de Nederlandse provincie Friesland.
Het gebied is grotendeels met ijs bedekt, waaronder het ijs van de ijskap Valhallfonna.
Het gebied wordt aan de noordzijde begrensd door de Noordelijke IJszee, in het oosten door Straat Hinlopen, in het zuiden begrensd door de gletsjers Oslobreen, Kvitbreen en Keplerbreen, in het zuidwesten door de ijskap Lomonosovfonna en gletsjer Mittag-Lefflerbreen, en in het westen door het fjord Wijdefjorden. Ten oosten van het schiereiland ligt aan de overzijde van de zeestraat het eiland Nordaustlandet, in het zuiden ligt Olav V-land, in het zuidwesten Bünsowland en Dicksonland, en in het westen aan de overzijde van het fjord het Andréeland.
Een zuidwestelijk deel ligt in Nationaal park Indre Wijdefjorden.
In het oosten snijdt het fjord Lomfjorden in het schiereiland in.